# Perithóri
Perithóri är en ort i Grekland.   Den ligger i prefekturen Nomós Aitolías kai Akarnanías och regionen Västra Grekland, i den centrala delen av landet, 190 km väster om huvudstaden Aten. Perithóri ligger 44 meter över havet och antalet invånare är 271.
Terrängen runt Perithóri är varierad. Runt Perithóri är det ganska glesbefolkat, med 23 invånare per kvadratkilometer. Närmaste större samhälle är Mesolóngi, 12,1 km väster om Perithóri. 